# Lista över fornlämningar i Älvdalens kommun
Lista över fornlämningar i Älvdalens kommun är en förteckning av ett urval av de fornlämningar som finns i Älvdalens kommun.

## Idre
| Namn       | Lämningstyp  | Tillkomsttid | Historisk indelning | Plats | Läge                 | ID-nr          | Bild                                 |
| ---------- | ------------ | ------------ | ------------------- | ----- | -------------------- | -------------- | ------------------------------------ |
| Idre 59:1  | Stensättning |              | Idre, Dalarna       |       | 62.217681, 12.790220 | 10235700590001 | Ladda upp en bild av detta fornminne |
| Idre 67:1  | Stensättning |              | Idre, Dalarna       |       | 61.841649, 12.790430 | 10235700670001 | Ladda upp en bild av detta fornminne |
| Idre 67:2  | Stensättning |              | Idre, Dalarna       |       | 61.841587, 12.790777 | 10235700670002 | Ladda upp en bild av detta fornminne |
| Idre 107:1 | Stensättning |              | Idre, Dalarna       |       | 61.946093, 12.766492 | 10235701070001 | Ladda upp en bild av detta fornminne |
| Idre 107:2 | Stensättning |              | Idre, Dalarna       |       | 61.946082, 12.766447 | 10235701070002 | Ladda upp en bild av detta fornminne |
| Idre 225:1 | Stensättning |              | Idre, Dalarna       |       | 62.027417, 12.849700 | 10235702250001 | Ladda upp en bild av detta fornminne |

## Särna
| Namn        | Lämningstyp  | Tillkomsttid | Historisk indelning | Plats | Läge                 | ID-nr          | Bild                                 |
| ----------- | ------------ | ------------ | ------------------- | ----- | -------------------- | -------------- | ------------------------------------ |
| Särna 45:1  | Stensättning |              | Särna, Dalarna      |       | 61.670619, 13.226462 | 10238300450001 | Ladda upp en bild av detta fornminne |
| Särna 49:1  | Stensättning |              | Särna, Dalarna      |       | 61.667012, 13.233633 | 10238300490001 | Ladda upp en bild av detta fornminne |
| Särna 49:2  | Stensättning |              | Särna, Dalarna      |       | 61.666826, 13.233686 | 10238300490002 | Ladda upp en bild av detta fornminne |
| Särna 50:1  | Stensättning |              | Särna, Dalarna      |       | 61.661173, 13.241218 | 10238300500001 | Ladda upp en bild av detta fornminne |
| Särna 112:1 | Stensättning |              | Särna, Dalarna      |       | 61.627530, 12.711183 | 10238301120001 | Ladda upp en bild av detta fornminne |
| Särna 112:2 | Stensättning |              | Särna, Dalarna      |       | 61.627530, 12.711183 | 10238301120002 | Ladda upp en bild av detta fornminne |
| Särna 112:3 | Stensättning |              | Särna, Dalarna      |       | 61.627166, 12.710678 | 10238301120003 | Ladda upp en bild av detta fornminne |
| Särna 112:4 | Stensättning |              | Särna, Dalarna      |       | 61.627166, 12.710678 | 10238301120004 | Ladda upp en bild av detta fornminne |

## Älvdalen
| Namn                                       | Lämningstyp                      | Tillkomsttid | Historisk indelning | Plats | Läge                 | ID-nr          | Bild                                 |
| ------------------------------------------ | -------------------------------- | ------------ | ------------------- | ----- | -------------------- | -------------- | ------------------------------------ |
| Älvdalen 7:1                               | Stensättning                     |              | Älvdalen, Dalarna   |       | 61.263875, 14.066639 | 10239200070001 | Ladda upp en bild av detta fornminne |
| Älvdalen 190:1                             | Ristning, medeltid/historisk tid |              | Älvdalen, Dalarna   |       | 61.268694, 14.068891 | 10239201900001 | Ladda upp en bild av detta fornminne |
| Rots skans (Älvdalen 203:1)                | Fästning/skans                   |              | Älvdalen, Dalarna   |       | 61.254063, 14.033046 | 10239202030001 | Ladda upp en bild av detta fornminne |
| Gamla Porfyrverket, Näset (Älvdalen 295:1) | Husgrund, historisk tid          |              | Älvdalen, Dalarna   |       | 61.250135, 14.058467 | 10239202950001 | Ladda upp en bild av detta fornminne |
| Älvdalen 312:1                             | Ristning, medeltid/historisk tid |              | Älvdalen, Dalarna   |       | 61.158230, 14.169511 | 10239203120001 | Ladda upp en bild av detta fornminne |
| Älvdalen 451:1                             | Stensättning                     |              | Älvdalen, Dalarna   |       | 61.461492, 13.254413 | 10239204510001 | Ladda upp en bild av detta fornminne |
| Älvdalen 457:1                             | Stensättning                     |              | Älvdalen, Dalarna   |       | 61.456097, 13.280712 | 10239204570001 | Ladda upp en bild av detta fornminne |
| Älvdalen 457:2                             | Stensättning                     |              | Älvdalen, Dalarna   |       | 61.455894, 13.280799 | 10239204570002 | Ladda upp en bild av detta fornminne |
| Brändbodarna (Älvdalen 495:1)              | Fäbod                            |              | Älvdalen, Dalarna   |       | 61.350848, 14.158558 | 10239204950001 | Ladda upp en bild av detta fornminne |
| Ivarsbodarna (Älvdalen 498:1)              | Fäbod                            |              | Älvdalen, Dalarna   |       | 61.126669, 13.563358 | 10239204980001 | Ladda upp en bild av detta fornminne |
| Älvdalen 502:1                             | Hällristning                     |              | Älvdalen, Dalarna   |       | 61.200188, 13.533579 | 10239205020001 | Ladda upp en bild av detta fornminne |
| Älvdalen 513:1                             | Ristning, medeltid/historisk tid |              | Älvdalen, Dalarna   |       | 61.198610, 14.203183 | 10239205130001 | Ladda upp en bild av detta fornminne |
| Älvdalen 513:2                             | Ristning, medeltid/historisk tid |              | Älvdalen, Dalarna   |       | 61.198341, 14.202367 | 10239205130002 | Ladda upp en bild av detta fornminne |
| Älvdalen 513:3                             | Ristning, medeltid/historisk tid |              | Älvdalen, Dalarna   |       | 61.198069, 14.202383 | 10239205130003 | Ladda upp en bild av detta fornminne |
| Älvdalen 513:4                             | Ristning, medeltid/historisk tid |              | Älvdalen, Dalarna   |       | 61.198148, 14.202050 | 10239205130004 | Ladda upp en bild av detta fornminne |
| Älvdalen 514:1                             | Ristning, medeltid/historisk tid |              | Älvdalen, Dalarna   |       | 61.197781, 14.202231 | 10239205140001 | Ladda upp en bild av detta fornminne |
| Älvdalen 515:1                             | Ristning, medeltid/historisk tid |              | Älvdalen, Dalarna   |       | 61.198450, 14.199651 | 10239205150001 | Ladda upp en bild av detta fornminne |
| Älvdalen 516:1                             | Ristning, medeltid/historisk tid |              | Älvdalen, Dalarna   |       | 61.199057, 14.198584 | 10239205160001 | Ladda upp en bild av detta fornminne |
| Älvdalen 516:2                             | Ristning, medeltid/historisk tid |              | Älvdalen, Dalarna   |       | 61.199183, 14.198174 | 10239205160002 | Ladda upp en bild av detta fornminne |
| Älvdalen 516:3                             | Ristning, medeltid/historisk tid |              | Älvdalen, Dalarna   |       | 61.199270, 14.198352 | 10239205160003 | Ladda upp en bild av detta fornminne |
| Älvdalen 516:4                             | Ristning, medeltid/historisk tid |              | Älvdalen, Dalarna   |       | 61.199658, 14.198181 | 10239205160004 | Ladda upp en bild av detta fornminne |
| Älvdalen 516:5                             | Ristning, medeltid/historisk tid |              | Älvdalen, Dalarna   |       | 61.199731, 14.198016 | 10239205160005 | Ladda upp en bild av detta fornminne |
| Myåbodar (Gamtbodåsen) (Älvdalen 528:1)    | Fäbod                            |              | Älvdalen, Dalarna   |       | 61.476531, 13.951754 | 10239205280001 | Ladda upp en bild av detta fornminne |
| Gumpersbodarna (Älvdalen 548:1)            | Fäbod                            |              | Älvdalen, Dalarna   |       | 61.431124, 13.987162 | 10239205480001 | Ladda upp en bild av detta fornminne |
| Älvdalen 601:1                             | Ristning, medeltid/historisk tid |              | Älvdalen, Dalarna   |       | 61.227953, 13.887649 | 10239206010001 | Ladda upp en bild av detta fornminne |
| Nässelrödet (Älvdalen 608)                 | Fäbod                            |              | Älvdalen, Dalarna   |       | 61.147296, 13.647873 | 12000000021816 | Ladda upp en bild av detta fornminne |
| Mattisbodarna (Älvdalen 626)               | Fäbod                            |              | Älvdalen, Dalarna   |       | 61.358535, 13.719851 | 12000000097936 | Ladda upp en bild av detta fornminne |
| Skråbodarna (Älvdalen 631)                 | Fäbod                            |              | Älvdalen, Dalarna   |       | 61.188006, 14.180995 | 12000000097941 | Ladda upp en bild av detta fornminne |
| Älvdalen 632                               | Fäbod                            |              | Älvdalen, Dalarna   |       | 61.381619, 13.762101 | 12000000097942 | Ladda upp en bild av detta fornminne |
| Risberg (Älvdalen 633)                     | Fäbod                            |              | Älvdalen, Dalarna   |       | 61.327676, 13.976702 | 12000000097943 | Ladda upp en bild av detta fornminne |
| Stopsbodarna (Älvdalen 637)                | Fäbod                            |              | Älvdalen, Dalarna   |       | 61.318262, 13.880146 | 12000000097947 | Ladda upp en bild av detta fornminne |
| Kråkbodarna (Älvdalen 639)                 | Fäbod                            |              | Älvdalen, Dalarna   |       | 61.179282, 14.187022 | 12000000097949 | Ladda upp en bild av detta fornminne |
| Brindberg (Älvdalen 640)                   | Fäbod                            |              | Älvdalen, Dalarna   |       | 61.335137, 13.931425 | 12000000097950 | Ladda upp en bild av detta fornminne |
| Överby (Älvdalen 641)                      | Fäbod                            |              | Älvdalen, Dalarna   |       | 61.324530, 13.786369 | 12000000097951 | Ladda upp en bild av detta fornminne |
| Älvdalen 643                               | Ristning, medeltid/historisk tid |              | Älvdalen, Dalarna   |       | 61.203383, 14.185598 | 12000000098277 | Ladda upp en bild av detta fornminne |
| Älvdalen 645                               | Ristning, medeltid/historisk tid |              | Älvdalen, Dalarna   |       | 61.203551, 14.185422 | 12000000098279 | Ladda upp en bild av detta fornminne |
| Älvdalen 664                               | Ristning, medeltid/historisk tid |              | Älvdalen, Dalarna   |       | 61.206414, 14.186131 | 12000000098309 | Ladda upp en bild av detta fornminne |
| Älvdalen 667                               | Ristning, medeltid/historisk tid |              | Älvdalen, Dalarna   |       | 61.205195, 14.188482 | 12000000098312 | Ladda upp en bild av detta fornminne |
| Sovaldberg (Älvdalen 673)                  | Fäbod                            |              | Älvdalen, Dalarna   |       | 61.163823, 13.972543 | 12000000098320 | Ladda upp en bild av detta fornminne |
| Älvdalen 677                               | Ristning, medeltid/historisk tid |              | Älvdalen, Dalarna   |       | 61.224072, 13.467856 | 12000000098326 | Ladda upp en bild av detta fornminne |
| Älvdalen 681                               | Ristning, medeltid/historisk tid |              | Älvdalen, Dalarna   |       | 61.204608, 14.188977 | 12000000098330 | Ladda upp en bild av detta fornminne |
| Älvdalen 683                               | Ristning, medeltid/historisk tid |              | Älvdalen, Dalarna   |       | 61.203413, 14.185913 | 12000000098332 | Ladda upp en bild av detta fornminne |
| Älvdalen 771                               | Ristning, medeltid/historisk tid |              | Älvdalen, Dalarna   |       | 61.205266, 14.186971 | 12000000120623 | Ladda upp en bild av detta fornminne |
| Älvdalen 773                               | Ristning, medeltid/historisk tid |              | Älvdalen, Dalarna   |       | 61.204544, 14.188162 | 12000000120627 | Ladda upp en bild av detta fornminne |
| Älvdalen 774                               | Ristning, medeltid/historisk tid |              | Älvdalen, Dalarna   |       | 61.203389, 14.185338 | 12000000120628 | Ladda upp en bild av detta fornminne |
| Älvdalen 775                               | Ristning, medeltid/historisk tid |              | Älvdalen, Dalarna   |       | 61.204566, 14.188440 | 12000000120629 | Ladda upp en bild av detta fornminne |
| Älvdalen 776                               | Ristning, medeltid/historisk tid |              | Älvdalen, Dalarna   |       | 61.324287, 13.464971 | 12000000122531 | Ladda upp en bild av detta fornminne |
| Älvdalen 777                               | Ristning, medeltid/historisk tid |              | Älvdalen, Dalarna   |       | 61.350963, 13.489939 | 12000000122532 | Ladda upp en bild av detta fornminne |
| Älvdalen 778                               | Ristning, medeltid/historisk tid |              | Älvdalen, Dalarna   |       | 61.351005, 13.489869 | 12000000122533 | Ladda upp en bild av detta fornminne |
| Älvdalen 779                               | Ristning, medeltid/historisk tid |              | Älvdalen, Dalarna   |       | 61.350842, 13.490082 | 12000000122534 | Ladda upp en bild av detta fornminne |
| Älvdalen 780                               | Ristning, medeltid/historisk tid |              | Älvdalen, Dalarna   |       | 61.351116, 13.489922 | 12000000122535 | Ladda upp en bild av detta fornminne |
| Älvdalen 781                               | Ristning, medeltid/historisk tid |              | Älvdalen, Dalarna   |       | 61.351252, 13.489969 | 12000000122536 | Ladda upp en bild av detta fornminne |
| Älvdalen 782                               | Ristning, medeltid/historisk tid |              | Älvdalen, Dalarna   |       | 61.351237, 13.489992 | 12000000122537 | Ladda upp en bild av detta fornminne |
| Älvdalen 783                               | Ristning, medeltid/historisk tid |              | Älvdalen, Dalarna   |       | 61.351014, 13.490003 | 12000000122538 | Ladda upp en bild av detta fornminne |
| Älvdalen 784                               | Ristning, medeltid/historisk tid |              | Älvdalen, Dalarna   |       | 61.342808, 13.498414 | 12000000122539 | Ladda upp en bild av detta fornminne |
| Älvdalen 785                               | Ristning, medeltid/historisk tid |              | Älvdalen, Dalarna   |       | 61.324252, 13.465397 | 12000000122540 | Ladda upp en bild av detta fornminne |